# 岡野弘幹
岡野 弘幹（おかの ひろき、Hiroki Okano、1964年 - ）は、日本の音楽プロデューサー、音楽監督、作曲家、ミュージシャン。
世界の民族楽器を演奏する。
ここでは岡野を中心として結成された天空オーケストラについても説明する。

## 来歴
1964年香川県生まれ。
1990年、ドイツIC DIGITレコードと専属契約しアルバムを全世界発売。17作のソロアルバムを発表している。
地球響命をテーマにネパールの「ボダナート寺院」やマルタ島の「ハイポジウム地下神殿」、天河神社などでの演奏を行っている他、映画やテレビ番組、CM等へも楽曲を提供している。
「天空オーケストラ」「風の楽団」でのバンド活動も行い、1992年には北米インディアンの音楽家、R・カルロス・ナカイとアルバム『Island of bows』を全世界発売、翌年アメリカツアーを行う。
イギリスのプロデューサー、デイブ・グッドマンに認められ、アルバムプロデュースやヨーロッパツアーを実施。音楽祭「グラストンベリー・フェスティバル」にはグループ、ソロを通じて10年以上の出演経験を持つ。海外アーティストとの共演も多数。

## 年譜
- 音楽監督として2004年よりJUNKO MAEDAパリコレクションに参画
- 2005年　京都ファッションカンタータ等の音楽監督を多年に渡って務める
- 2014年　イスタンブールにて山本寛斎プロデュース「日本トルコ国交90周年イベント」音楽監督と演奏。
- 2015年秋　京都国立博物館「大琳派祭プロジェクションマッピング」にて音楽監督と演奏。
- 2017年10月　京都大学・第5回 花山天文台応援野外コンサート「古事記と宇宙」[3]
- 2023年11月　喜多郎と共演で、奉祝コンサート [空海] 1250 LIVE IN ZENTSUJI（善通寺）[4]

## 受賞
- 2017年11月3日 香川県文化芸術選奨[2]

## 公式行事
- 第41回全国育樹祭式典 2017年11月19日

香川県満濃池森林公園（仲多度郡まんのう町）
岡野弘幹（音楽監督・演奏）
川井郁子（詩の朗読・バイオリン演奏）
小松玲子（サヌカイト演奏）

## 天空オーケストラ
天空オーケストラ（てんくうオーケストラ）は、日本のロックバンドである。「岡野弘幹 with 天空オーケストラ」とも名乗り、略称は「Tenkoo」である。音楽ジャンルはワールドミュージックやエスニックの枠外の即興演奏から、リズムマジック、ダンスを交えたライブパフォーマンスなど、トライバルロックというジャンルを演奏する。
1994年に結成されたのち、風のまつり、RAINBOW2000、フジロック・フェスティバル、イギリスの音楽フェスティバルグラストンベリー・フェスティバルまで、大小様々なフェスティバルや祭りに出演している。

### 天空オーケストラのメンバー
- 岡野弘幹（おかの ひろき）天空オーケストラ主宰
  - （民族楽器、アコースティック・ギター、フルート、ボーカル）
- MINALU（みなる）
  - （ボーカル、ダンス）
- 南沢靖浩（みなみさわ やすひろ）
  - （シタール）
- 別所誠洋（べっしょ まさひろ）
  - （タブラ、パーカッション、ボーカル）
- 長田タコヤキ和承（おさだ たこ かずよし）
  - （スチールギター、マンドリン）
- 中村岳（なかむら がく）
  - （パーカッション、ドラム）
- 日野哲（ひの あきら）
  - （ベース）
- ノブトウマサザァネ（のぶと まさざね）
  - （和太鼓、パーカッション）
- 中島光一（なかじま こういち）
  - （声、キーボード）
- 椛島隆（かばしま たかし）
  - （エンジニア）
- 飯田一樹（いいだ かずき）
  - （キーボード）

### 天空オーケストラとしての作品
1. Beyond the Trail（ビヨンド・ザ・トレイル） (2006年9月15日・AMB-009)
2. 天空 ～Heaven in the KOO～ (プレム・プロモーション・1997年6月10日・B00005F2MM）